# Гваладзе, Гуранда Евгеньевна
Гуранда Евгеньевна Гваладзе (груз. გურანდა ევგენის ასული ღვალაძე, 23 июня 1932, Тифлис, Грузинская ССР, СССР — 24 января 2020) — грузинский советский учёный-ботаник. Один из основателей грузинской научной школы эмбриологии растений, доктор биологических наук (1974), профессор (1990), академик Абхазской региональной академии наук (1998).

## Биография
Родилась в семье Евгения (Гено) Гваладзе (1900—1937), известного юриста и деятеля национально-освободительного движения 1920—1930 годов, и Тамары Куция-Гваладзе (1902—1986), исследователя-библиографа.
В 1956 году окончила биологический факультет Тбилисского государственного университета. С 1956 по 1959 год училась в аспирантуре Института ботаники (ныне имени Н. Кецховели) Академии наук Грузинской ССР. С 1959 года работала там же. Кандидат наук (1962).
С 1966 по 1982 год — старший научный сотрудник отдела культурной флоры, с 1982 по 1990 год заведовала этим отделом, а с 1990 по 2002 год возглавляла отдел эмбриологии растений (ныне Отдел репродуктивных исследований растений). В 2002—2010 годах — главный научный сотрудник отдела репродуктивных исследований растений института. В 1974 году присвоена учёная степень доктора биологических наук. В 1990 году — звание профессора.

## Научные интересы
Автор более 180 научно-исследовательских публикаций (среди них 2 монографии и 1 руководство) в области эмбриологии цветущих растений, двойного оплодотворения, апомиксиса, ультраструктурных исследований эмбрионального мешка и др.